# Plesiosaurus dolichodeirus
A Plesiosaurus dolichodeirus a hüllők (Reptilia) osztályának fosszilis plezioszauruszok (Plesiosauria) rendjébe, ezen belül a Plesiosauridae családjába tartozó faj.

## Felfedezése
Az első plesiosaurus leletet, egy plesiosaurus dolichodeirust, amely a plezioszauruszok típusfosszíliája lett, Mary Anning (1799–1847) találta a dorseti Lyme Regisben.

## Megjelenése
A Plesiosaurus dolichodeirus 3-5 méter hosszú volt. Feje a teste egyéb részeihez viszonyítva kicsi. Tágra nyíló állkapcsa és egymásba akaszkodó fogai alkalmasak voltak a zsákmány megragadására. Hosszú és mozgékony nyaka hirtelen irányváltoztatásokat tett lehetővé vadászat vagy menekülés közben. Ujjai összenőttek s így egyfajta úszót képeztek. A váll- és medenceövhöz csatlakozó végtagok nagy, lemezszerű csontokból és erős izmokból álltak, amelyek megkönnyítették az állat számára az úszást. A plesiosaurus mellső és hátsó végtagjaival evezett a vízben. Farka rövid volt és vélhetően nem játszott szerepet a „meghajtásban”.

## Életmódja
A Plesiosaurus dolichodeirus, tengerben úszó ragadozó volt. Tápláléka kis és közepes nagyságú halak, fejlábúak és rákok.

## Szaporodása
Az állat valószínűleg elevenszülő volt.